# Austen Chamberlain
Sir Joseph Austen Chamberlain (ngày 16 tháng 10 năm 1863 - ngày 17 tháng 3 năm 1937) là một chính khách Anh, con trai của Joseph Chamberlain và là anh em cùng cha khác mẹ với Neville Chamberlain.
Ông đại diện cho đảng Công đoàn Tự do, hợp nhất với đảng Bảo thủ vào năm 1912, và đã lãnh đạo đảng Bảo thủ trong Viện thứ dân trong giai đoạn 1921-1922. Là Ngoại trưởng Anh, ông đã đàm phán Hiệp ước Locarno (1925), nhằm ngăn chặn chiến tranh giữa Pháp và Đức, trong đó ông đã được trao giải Nobel Hòa bình. Ông là một trong số ít các nghị sĩ ủng hộ lời kêu gọi của Winston Churchill cho tái vũ trang chống lại các mối đe dọa của Đức trong những năm 1930.